# O.J. Simpson: Juice on the Loose
O. J. Simpson: Juice on the Loose es un documental estadounidense de 1974 dirigido por George A. Romero y publicado nuevamente por Vidmark en 1994 durante el juicio de O. J. Simpson. El documental relata momentos de la carrera deportiva de O.J. Simpson cuando se desempeñaba como jugador de fútbol americano.

## Reparto
- O. J. Simpson ... Él mismo
- Marvin Goux ... Él mismo
- Earl Edwards ... Él mismo
- Reggie McKenzie... Él mismo
- Howard Cosell ... Él mismo
- Larry Felser ... Él mismo
- Dwight Chapin ... Él mismo
- Eunice Simpson ... Ella misma
- Shirley Baker ... Ella misma
- Carmelita Jackson ... Él mismo
- Melvin Simpson ... Él mismo
- AC Carenagens... Él mismo
- Marilyn O'Brien ... Ella misma
- Chuck Barnes ... Él mismo
- Margarite Simpson ... Ella misma